# Trichocosmia inornata
Trichocosmia inornata är en fjärilsart som beskrevs av Augustus Radcliffe Grote 1883. Trichocosmia inornata ingår i släktet Trichocosmia och familjen nattflyn. Inga underarter finns listade i Catalogue of Life.

## Bildgalleri

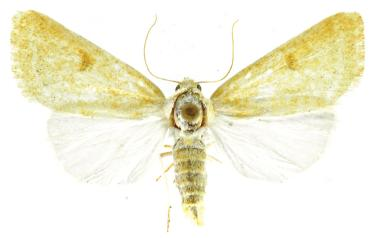